# Natrium-Iodid-Symporter
Der Natrium-Iodid-Symporter (NIS), auch Natrium-Iodid-Cotransporter, ist ein Protein in der Zellmembran, das die Einschleusung von Iodid-Ionen aus dem Blut in die Zelle katalysiert. Es handelt sich also um ein Transportprotein. NIS kommt in allen Lebewesen außer den Pflanzen vor. Im Menschen wird NIS hauptsächlich in Schilddrüsenfollikelzellen, aber auch in geringerer Menge in den Milchdrüsen und den Eierstöcken produziert. Mutationen im SLC5A5-Gen können zu NIS-Mangel und dieser zu Hypothyreose (Dyshormogene Struma) führen.
Die Membrantransportgleichung lautet:
Solut (außen) + 2 Na+ (außen) ⇒ Solut (innen) + 2 Na+ (innen)
Monovalente Anionen mit einem ähnlichen Ionenvolumen wie Iodid (etwa 4×10−23 cm3) konkurrieren mit diesem am Natrium-Iodid-Symporter. Als Solut können bei NIS daher außer Iodid auch die Anionen Bromid, Chlorat, Bromat, Periodat, Perchlorat, Thiocyanat, Selenocyanat, Nitrat und Tetrafluoroborat fungieren. Die Iodidkonzentration in der Zelle kann 30- bis 40-mal höher werden als im Plasma.
Das humane Protein besteht aus 13 Transmembrandomänen mit 643 Aminosäuren und einer Molekülmasse von 68.666 Da.

## Regulation
Produktion von NIS wird durch Hemmung des PI3K-Signalwegs, aber auch durch Strahlung erhöht. Der Membrantransport durch NIS kann mit Thyreotropin stimuliert werden; Hemmung des Transports erfolgt durch hohe Iodidkonzentration in der Zelle, aber auch beispielsweise durch das Perchlorat-Ion, das eine 30-mal höhere Affinität zu NIS hat als Iodid.
Die apikale Weiterleitung in den kolloidalen Raum erfolgt über den Transporter Pendrin.

## Nuklearmedizinische Anwendung
Durch die Fähigkeit, Technetium oder radioaktives Iod aufzunehmen, wird SLC5A5 in der Nuklearmedizin als Reportergen benutzt, um Lokalisation, Funktionalität und Therapierbarkeit von (ggf. maligne entarteten) Schilddrüsenzellen in vivo zu dokumentieren; mit geeigneten Radionukliden (z. B. 131I, als beta-Strahler) ermöglicht es auch Therapie. Andere Radioisotope, die ebenfalls von NIS transportiert werden, wie beispielsweise 211At, könnten die Krebstherapie verbessern.